# Christiana (Jamaika)
Christiana ist eine Kleinstadt im Landesinneren von Jamaika. Die Stadt befindet sich im County Middlesex und ist die zweitgrößte Stadt im Parish Manchester. Im Jahr 2011 hatte Christiana eine Einwohnerzahl von 8430 Menschen.

## Geografie
Christiana ist ein Ort in den May Day Mountains und liegt im Durchschnitt 825 Meter über dem Meeresspiegel. Der Ort ist umgeben von einer sanften Hügellandschaft, die sich mit äußerst fruchtbaren Tälern abwechselt, die zum größten Teil kultiviert ist und landwirtschaftlich genutzt wird.
Die nächstgelegene Siedlung ist das circa 3 Kilometer südlich liegende Sedburgh und dessen Nachbarort Clandon. Im Norden in ungefähr 4 Kilometer Entfernung befinden sich die kleinen Ortschaften Dump, Hansons und das ungefähr gleich weit entfernte, jedoch weiter östlich gelegene Moravia. Christiana ist etwa 14 Kilometer von Mandeviele entfernt, der Hauptstadt und größten Siedlung des Manchester Parish.

## Geschichte
Christiana wurde erstmals von deutschen Farmern zwischen dem 18. und 19. Jahrhundert besiedelt. In dieser Region waren christliche Missionare der Herrnhuter Brüdergemeine besonders aktiv. In der Stadt finden sich vor allem Kirchen dieser Glaubensgemeinschaft. Im 19. Jahrhundert war Christiana vor allem beim europäischen Adel und Geldadel als Urlaubsort populär. Heute nutzen vor allem die Einwohner Kingstons den Ort als Ausflugsziel, der wegen seiner gemäßigten Temperaturen bekannt ist.
Im Jahr 2007 zog der Hurrikan Dean durch die Stadt. Er überflutete die meisten Straßen und entwurzelte Bäume.

## Kultur und Umwelt

### Kirchen
Neben der dominierenden Glaubensgemeinschaft der Herrnhuter Brüdergemeine, finden sich hier außerdem unter anderen Kirchen und Klöster der Herz-Jesu-Kirche und eine Glaubensgemeinschaft der Bobo Ashanti und der United Church of Christ.

### Natur
Die nahegelegene Gourie Cave ist eine von ca. 100 Höhlen im Parish und mit 3505 m das längste bekannte Höhlensystem in Jamaika.

## Söhne und Töchter der Stadt
- Byron Lee (1935–2008), Musiker
- Delroy Chuck (* 1950), Jurist und Politiker der Jamaica Labour Party (JLP)
- Audley Shaw (* 1952), Politiker der JLP
- Roger Cross (* 1969), jamaikanisch-kanadischer Schauspieler